# Jacob Polack
Jacob Polack, född 13 januari 1683 i Frösö församling, död 15 november 1750, var en svensk handelsman och brukspatron.

## Biografi
Jacob Polack var son till länsmannen och fängelsevaktmästaren Alexander Polack. Efter skolgång på Frösön och i Härnösand från 1696 blev han 1700 handelsbetjänt i Sundsvall. Han blev samma år mönsterskrivare och fänrik vid borgarkompaniet i Sundsvall och erhöll 1701 burskap som handelsman i staden. Polack var även ledamot av Sundsvalls församlings kyrkoråd och deltog som stadens representant vid riksdagarna 1719, 1723 och 1731. Vid riksdagen 1723 var han även representant för Härnösand och Söderhamn. Han var under riksdagen 1723 ledamot av amiralitets-, kommerse- och skogsdeputationerna och vid 1731 års riksdag ledamot av allmänna besvärsdeputationen. Polack blev 1725 delägare i Alingsås manufakturverk och direktör där 1728 och var från 1725 delägare i Rörstrands porslinsfabrik. Polack var 1728-1738 rådman i Sundsvall.